# Хібіни (національний парк)
Націона́льний парк «Хібіни»  (рос. Национальный парк «Хибины») — національний парк у Мурманській області Росії. Розташований на території понад 84,8 тис гектарів і розділений на дві частини: «Західні Хібіни» і «Східні Хібіни».
Створений у лютому 2018 році для охорони унікальних екосистем гірської тундри і північної тайги Кольського півострова, природної та історико-культурної спадщини Хібінського гірського масиву.
Передбачається, що створення національного парку сприятиме розвитку екологічного туризму в Мурманській області.

## Історія
Про необхідність створення заповідника в Хібінах говорив ще географ Веніамін Семенов-Тян-Шанський 1917 року, вважаючи розміщення заповідника в цих місцях найбільш пріоритетним. Перешкодою цьому став той факт, що регіон є гірничодобувним.
Перед прийняттям остаточного рішення проєкт парку переробляли і не раз, за 10 років запланована територія національного парку була зменшена в три рази. У грудні 2011 року національний парк був включений до Концепції розвитку системи природоохоронних територій Росії до 2020 року, згідно з якою парк повинні були створити 2015 року, але лише 19 лютого 2018 року було підписано постанову про створення національного парку.

## Галерея

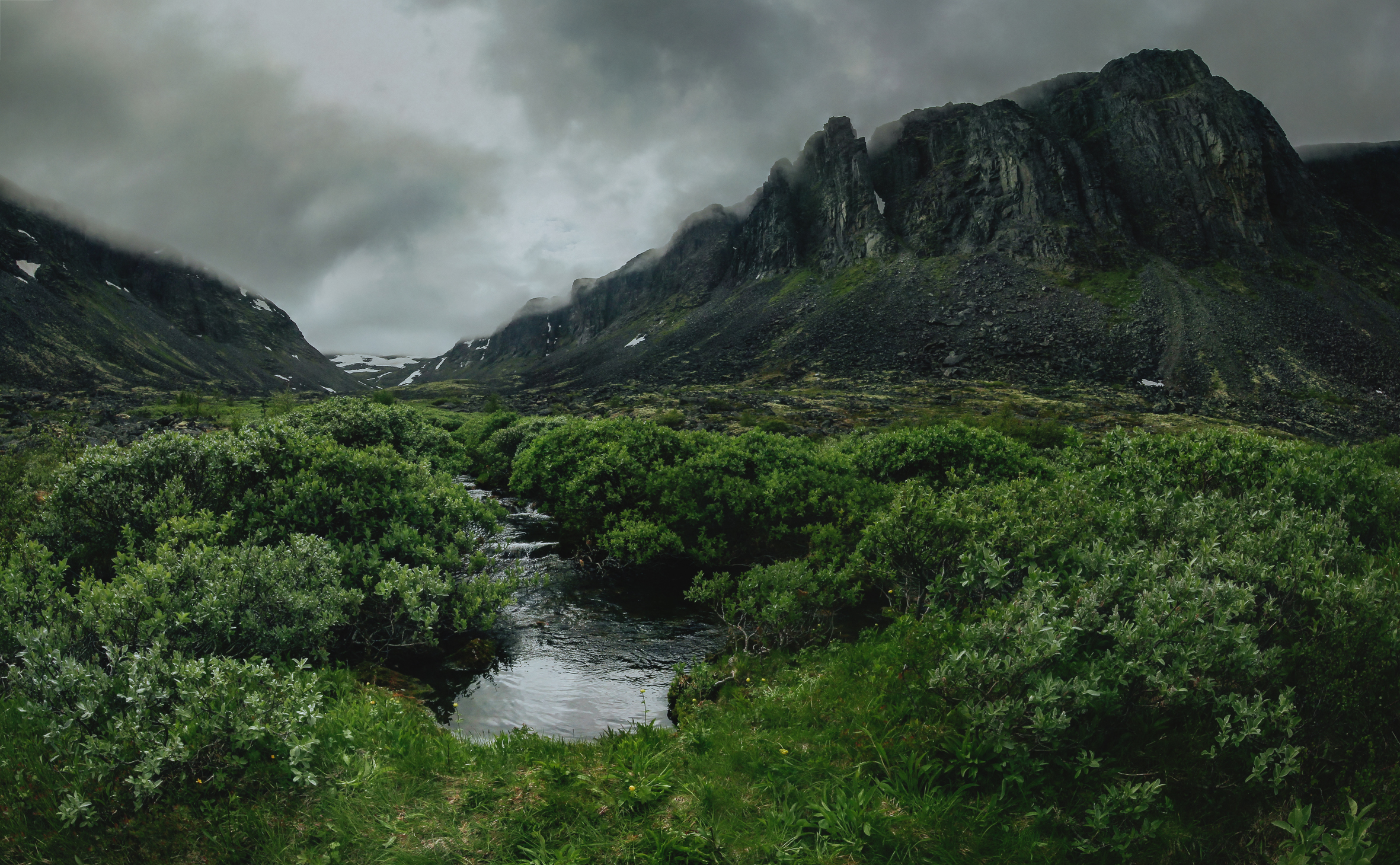
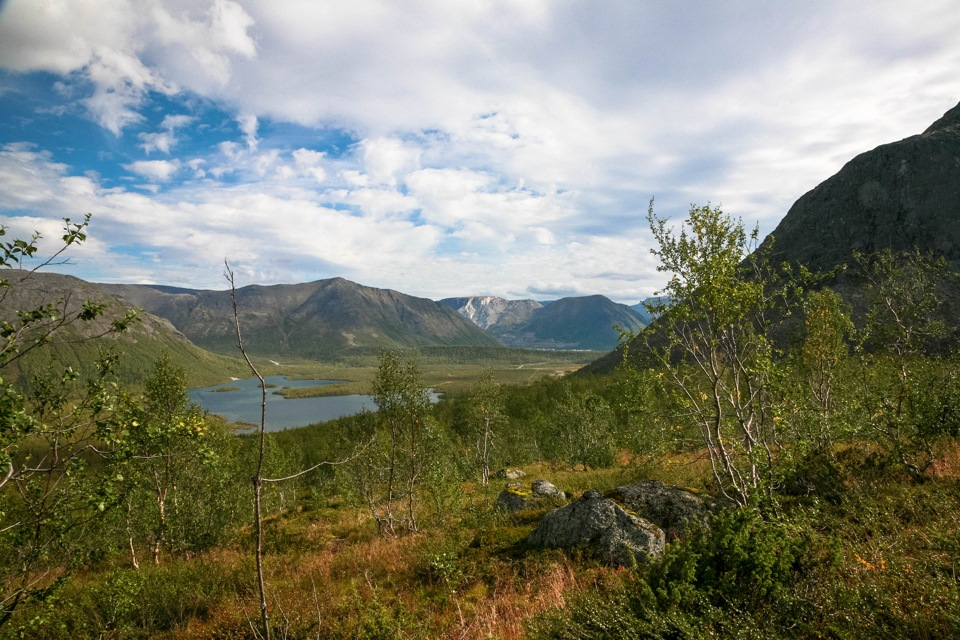